# صادق نوجوکی
صادق نوجوکی (زادهٔ ۲۲ بهمن ۱۳۲۹) موسیقی‌دان، آهنگساز، تنظیم‌کننده و نوازندهٔ پیانوی برجستهٔ موسیقی کلاسیک و پاپ ایرانی است. وی آهنگساز پیشگام و نوآور در استفاده از ارکستر زهی و پیانو در موسیقی پاپ ایران است. او هم‌اکنون مقیم لس‌آنجلس آمریکا است.

## زندگی‌نامه
صادق نوجوکی در ۲۲ بهمن ۱۳۲۹ در تهران زاده شد. خانوادهٔ وی با موسیقی بیگانه نبودند. مادر او تار می‌نواخت و همچنین فعالیت‌های پسر دایی او سیروس آرمین (در نوازندگی سنتور) و پسرخالهٔ او هوشنگ مهاجری (در نوازندگی ویولن)، سبب جذب وی به موسیقی شد. وی در ابتدا فراگیری موسیقی را نزد محمد احمدزاده آغاز کرد و مدتی بعد، منوچهر جهانبگلو استاد او شد و به واسطهٔ این استاد موسیقی، با علی تجویدی آشنا شد و نکاتی را از وی فرا گرفت. او در سنین هفده-هجده‌سالگی در زمانی که به دبیرستان می‌رفت در گروه‌هایی که با همسالان خود تشکیل می‌داد، به‌عنوان نوازندهٔ کیبورد و آکاردئون فعالیت می‌کرد. خوانندگان گروه، سُلی، مرتضی برجسته و عباس وفایی (وفا) بودند. در این زمان او برای این گروه‌ها آهنگ‌هایی می‌ساخت که دو تای از آن‌ها با نام‌های «معما» و «خوب من» با صدای عباس وفایی پخش شدند. کارهای رسمی‌ای که از او معروف شدند و آغاز کار حرفه‌ای او نیز بودند، دو آهنگ با نام‌های «رودخونه‌ها» با صدای رامش و «سَرسپرده» با صدای ستار بودند.

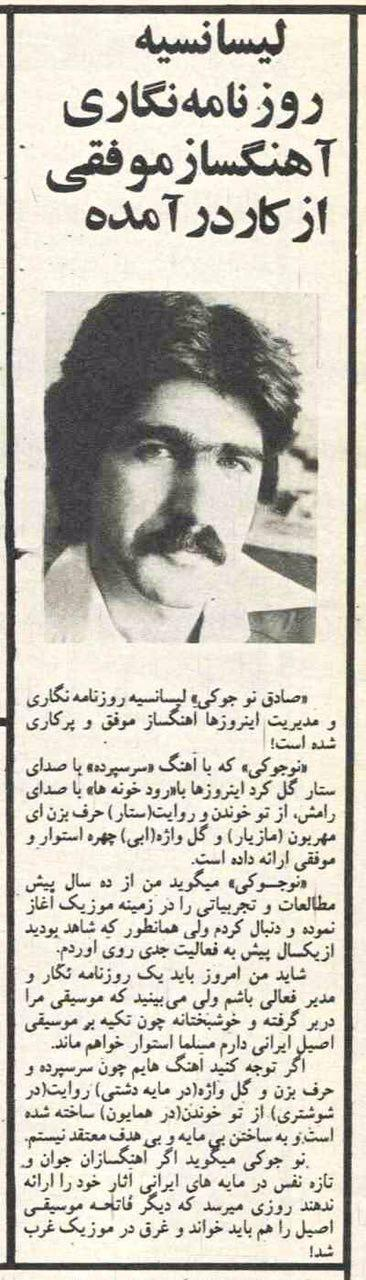
مصاحبهٔ صادق نوجوکی با مطبوعات پیش از انقلاب ۱۳۵۷ ایران

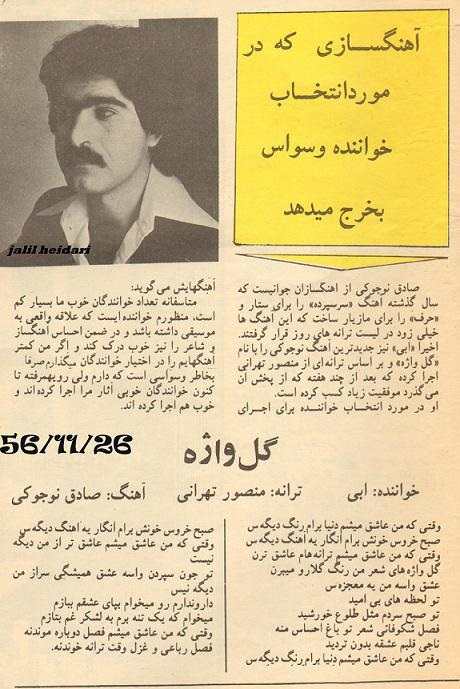
مصاحبهٔ صادق نوجوکی با مطبوعات پیش از انقلاب ۱۳۵۷ ایران

صادق نوجوکی پس از سفر به آمریکا، دورهٔ آزاد موسیقی دانشگاه بین‌المللی سن دیگو را گذراند. وی چند موسیقی تبلیغاتی نیز برای شرکت‌های خارجی ساخته است و چون در زمینهٔ موسیقیِ متن از همان اوایل فعالیت حرفه‌ای خود (یعنی سال ۵۷) از ایران خارج شد، زمینهٔ مناسبی برای ارتباط وی با فیلم‌سازان خارجی مهیا نشد.

## دیدگاه‌ها
وی دلیل متنوع بودن ساخته‌های خود را علاقه، صرف زمان، تفکر و احساس می‌داند. او دلیل دیگر تنوع آثار خود را متفاوت بودنِ تحصیلات خود از موسیقی و نیز تعامل با انسان‌های مختلف می‌داند. همچنین او استفاده از دانش ریاضی را در کار آهنگسازی خود مهم می‌داند. وی زمان لازم برای تولد یک اثر موسیقایی را یک ثانیه می‌داند.

## همکاری با سایر هنرمندان
از خوانندگان سرشناسی که با صادق نوجوکی همکاری داشته‌اند می‌توان به معین، ویگن، ستار، مهستی، حمیرا، هایده، داریوش، لیلا فروهر، امید، مارتیک، شهره و مرتضی اشاره کرد. از ترانه‌سرایان سرشناسی که با وی همکاری کرده‌اند می‌توان به هدیه، مسعود فردمنش، بیژن سمندر، ایرج رزمجو، هما میرافشار و مینا جلالی اشاره کرد.
از نوازندگان مطرحی که با او همکاری کرده‌اند می‌توان به آرمیک، بیژن مرتضوی، فرید فرجاد، اردشیر فرح، کاظم رزازان و علی توللی اشاره کرد. او از مجتبی میرزاده که از دوستان نزدیک وی نیز بود به‌عنوان نوآورترین نوازنده‌ای که در طول عمر خود دیده است یاد می‌کند.

## سبک موسیقی
ساخته‌های صادق نوجوکی در اصل به دو بخش ارکسترال که ارکستر زهی ساز غالب آن است (مانند آثار با صدای هایده، داریوش، ستار و حمیرا) و نیمه‌ارکسترال که سینتی‌سایزر ساز غالب است (مانند آثار با صدای مارتیک) تقسیم‌بندی می‌شوند.
زهی‌هایی که صادق نوجوکی برای ارکسترهای زهیِ آرشه‌ای می‌نویسد و تنظیم می‌کند منحصربه‌فرد هستند و تنظیم‌های او بیش از آنکه به موسیقی خاورمیانه‌ای و عربی شباهت داشته باشند، به موسیقی اروپایی و همچنین آسیای شرقی شباهت دارند. او بر این باور است که مطالعهٔ آثار بزرگان اروپا نقش به‌سزایی در کیفیت آثار وی دارند. از صادق نوجوکی به‌عنوان «سکویی برای پرش ستارگان پاپ» یاد شده است.

## آثار برگزیده
آلبوم‌های مطرحی که آهنگ‌سازی ترانهٔ‌های آلبوم با صادق نوجوکی بوده است:
| آلبوم               | خواننده                          | سال انتشار | ناشر                  | آهنگ‌ها                                          |
| ------------------- | -------------------------------- | ---------- | --------------------- | ----------------------------------------------- |
| خاطره ۳             | هایده، حمیرا، ستار و صادق نوجوکی | ۱۹۸۴       | کاسپین / کلتکس رکوردز | تمامی آهنگ‌ها                                    |
| شب عشق              | هایده                            | ۱۹۹۰       | ترانه‌رکوردز           | تمامی آهنگ‌ها                                    |
| بزن تار             | هایده                            | ۱۹۹۱       | ترانه‌رکوردز           | بزن تار، عروسک                                  |
| گـُل‌واژه             | هایده                            | ۱۹۹۱       | ترانه‌رکوردز           | گـُل‌واژه                                         |
| ننه (به‌تو می‌اندیشم) | معین                             | ۱۹۹۱       | ترانه‌رکوردز           | سکه، ننه                                        |
| بهار                | مارتیک                           | ۱۹۹۲       | کلتکس رکوردز          | بهار، زلیخا                                     |
| خاطره ۷             | معین و شهره                      | ۱۹۹۲       | ترانه‌رکوردز           | تمامی آهنگ‌ها                                    |
| یکی‌یکدونه           | شهره و شهرام صولتی               | ۱۹۹۳       | پارس‌ویدئو             | یکی‌یک‌دونه، کلاغ دُم‌سیاه، شبِ شعر                  |
| مهمون               | مارتیک و شهره                    | ۱۹۹۳       | کلتکس رکوردز          | تمامی آهنگ‌ها                                    |
| هدیه                | ناهید                            | ۱۹۹۸       | ترانه‌رکوردز           | هدیه، آشتی، بهار، تهران، امید به فردا، بلای عشق |
| گل بیتا             | داریوش                           | ۱۹۹۹       | صدا                   | گل بیتا، شام مهتاب، شیرین شیرین                 |
| زبان نگاه           | شکیلا                            | ۱۹۹۹       | کلتکس رکوردز          | زبان نگاه، درویش، قوم به حج رفته                |
| گلایه               | ستار                             | ۲۰۰۱       | ترانه‌رکوردز           | گلایه                                           |
| گـُل‌بانو             | ستار                             | ۲۰۰۶       | ترانه‌رکوردز           | گـُل‌بانو، گـُل‌گشت                                 |

آهنگ‌های دیگری که بر اساس آمارهای کمپانی‌های نشر موسیقی ایرانی در لس‌آنجلس در محبوبیت خوانندگانشان مؤثر واقع شده‌اند:
| خواننده      | آهنگ(ها)                                                                                                |
| ------------ | --- |
| ابی          | شب عشق، گـُل‌واژه، دلپوش                                                                                  |
| امید         | لیلا، دیوونه‌خونه، مهتاب، کوچهٔ وفا، حریر ماه، کوچه درختی، عشق و تمنا                                     |
| بیژن مرتضوی  | خدای مستون، کشف آتش                                                                                     |
| حمیرا        | مسافر غریب، دل دیوونه، عالم عشق، امید، پشیمون، صدامو گوش بده                                            |
| داریوش       | شام مهتاب، گل بیتا، شیرین شیرین                                                                         |
| ستار         | زنگ حساب، آشتی، سفید و سیاه، سرو ناز، عروسی، روایت                                                      |
| شهرام صولتی  | دیوونه‌بازار، زنگ عشق، آهسته‌آهسته، بی‌بی‌جون، بارک‌الله                                                     |
| شهره         | شب شعر، کلاغ دم‌سیاه، صدای پا، دلِ بی‌قرار، دل فرنگی                                                       |
| عارف         | دیگه دیره، شنبه‌ها                                                                                       |
| گوگوش        | حضرت عشق (نعمت عشق)                                                                                     |
| لیلا فروهر   | بهار عشق، یار شیرین، درخت گل، بازارِ مکاره                                                               |
| مارتیک       | بهار، ماه، تو نشنیدی                                                                                    |
| مازیار       | حرف بزن، ای شوکت بودنم                                                                                  |
| مرتضی برجسته | پیری، شهرِ فرنگ، گِلِه، خال قزی                                                                            |
| معین         | طناز، ننه، سکه، من از راه اومدم، تنهای تنها، ارباب وفا، ناجی، سفره، تا از در اومد                       |
| مهستی        | عزیزِ رفته، طعنه، فدات شم، بنویس، مدارا، هزار بونه، شریک، مونس                                           |
| هایده        | راوی، عالم یک‌رنگی، زندگی، آشیونه، شب عشق، زمونه، شوریده‌سر، ای دل، اشاره، تاریخ عشق، سیاه‌چشمون، باده‌فروش |
| هوشمند عقیلی | سنگ خارا                                                                                                |

مسعود فردمنش، در مصاحبه‌ای تصویری بیان کرد: «با آمدن بیژن مرتضوی محبوبیت معین کاهش چشمگیری یافت. تا آنکه ترانه‌های نَنِه و سکه با آهنگسازی و تنظیم صادق نوجوکی با صدای معین اجرا شد و این دو ترانه به معین کمک بسیاری کردند. به‌طوری‌که هر کس به فروشگاه‌های کاست فروشی می‌آمد، می‌گفت: آلبوم ننهٔ معین رو دارید؟»

## آثار به عنوان خواننده
بخشی از آثار او، آثاری هستند که خود او خوانندهٔ آن‌ها بوده است. از آن جمله، برخی ترانه‌هایی که در نوارهایی همچون «خاطره»، «کرشمه» و… منتشر شده است. آثار او به‌عنوان خواننده، مشتمل بر سه آلبوم نامهربون، عشق اول و صادق نوجوکی و دوستان است که از نمونه‌های موسیقی پاپ ایرانی به‌شمار می‌آیند.